# Монтиньи (Шер)
Монтиньи́ (фр. Montigny) — коммуна во Франции, находится в регионе Центр. Департамент — Шер. Входит в состав кантона Анришмон. Округ коммуны — Бурж.
Код INSEE коммуны — 18151.

## География
Коммуна расположена приблизительно в 180 км к югу от Парижа, в 95 км юго-восточнее Орлеана, в 29 км к северо-востоку от Буржа.
Территорию коммуны пересекает древнеримская дорога из Буржа в Сен-Тибо.

## Население
Население коммуны на 2008 год составляло 354 человека.
| 1962 | 1968 | 1975 | 1982 | 1990 | 1999 | 2008 |
| ---- | ---- | ---- | ---- | ---- | ---- | ---- |
| 422  | 489  | 432  | 422  | 375  | 373  | 354  |

## Экономика

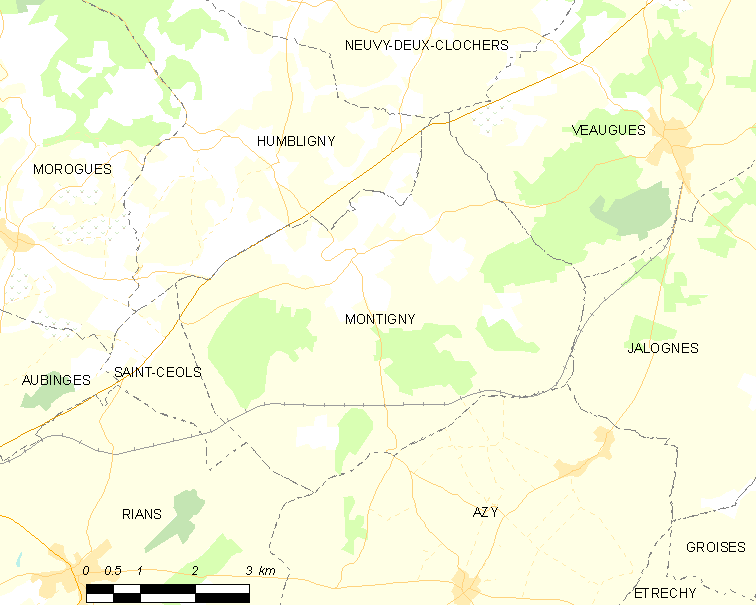
Карта коммуны

В 2007 году среди 195 человек в трудоспособном возрасте (15-64 лет) 143 были экономически активными, 52 — неактивными (показатель активности — 73,3 %, в 1999 году было 63,2 %). Из 143 активных работали 132 человека (70 мужчин и 62 женщины), безработных было 11 (5 мужчин и 6 женщин). Среди 52 неактивных 13 человек были учениками или студентами, 25 — пенсионерами, 14 были неактивными по другим причинам.

## Достопримечательности
- Приходская церковь Сен-Марсьяль (XII век). Исторический памятник с 2008 года[3]